# Полска агенция по печата
Полската агенция по печата (на полски: Polska Agencja Prasowa, PAP) е национална информационна агенция на Полша, която създава и разпространява политически, икономически, социални и културни новини, както и информация за събития. Основана е през 1918 г. като Полска телеграфна агенция.
Агенцията разполага с 14 новинарски бюра в централата си във Варшава и 24 регионални бюра. Към 2013 г. агенцията има близо 500 служители и сътрудници, включително 300 журналисти във Варшава, 70 регионални кореспондента, 50 фоторепортери и 30 чуждестранни кореспонденти (в Берлин, Брюксел, Киев, Лондон, Мадрид, Москва, Ню Йорк, Париж, Рим, София, Стокхолм, Вашингтон и Вилнюс).
През 2019 г. агенцията обявява своя план за разширяване на своята чуждестранна кореспондентска мрежа в допълнителни страни в Европа, Кавказ, Латинска Америка и Югоизточна Азия, с цел да разшири присъствието си на централноевропейските и световните пазари.
Според уебсайта на компанията, нейното съдържание достига до 96,5% от полските интернет потребители чрез онлайн медии. През 2022 г. има оборот от 56,6 милиона полски злоти.